# Shōhei Suzuki
Pour les articles homonymes, voir Suzuki (homonymie).
Shōhei Suzuki (鈴木正平, Suzuki Shōhei) est un astronome japonais, codécouvreur de 52 astéroïdes avec Masanori Hirasawa. Diplômé de l'université Waseda, il travaille en collaboration avec Masanori Hirasawa à l'observatoire du mont Nyukasa, centre astronomique japonais.

## Astéroïdes découverts
| (6416) Nyukasayama     | 14 novembre 1993 |
| (6499) Michiko         | 27 octobre 1992  |
| (6918) Manaslu         | 20 mars 1993     |
| (7028) Tachikawa       | 4 décembre 1993  |
| (7067) Kiyose          | 4 décembre 1993  |
| (7353) Kazuya          | 6 janvier 1995   |
| (7891) Fuchie          | 11 novembre 1994 |
| (7892) Musamurahigashi | 27 novembre 1994 |
| (8100) Nobeyama        | 4 décembre 1993  |
| (8200) Souten          | 7 janvier 1994   |
| (8530) Korbokkur       | 25 octobre 1992  |
| (8551) Daitarabochi    | 11 novembre 1994 |
| (8702) Nakanishi       | 14 novembre 1993 |
| (9197) Endo            | 24 novembre 1992 |
| (9350) Waseda          | 13 octobre 1991  |
| (9386) Hitomi          | 5 décembre 1993  |
| (10171) Takaotengu     | 7 mars 1995      |
| (10617) Takumi         | 25 octobre 1997  |
| (10837) Yuyakekoyake   | 6 mars 1994      |
| (13162) Ryokkochigaku  | 22 octobre 1995  |
| (14036) Yasuhirotoyama | 5 mars 1995      |
| (14037) 1995 EZ7       | 5 mars 1995      |
| (14425) Fujimimachi    | 13 octobre 1991  |
| (14495) 1995 AK1       | 6 janvier 1995   |
| (14999) 1997 VX8       | 9 novembre 1997  |
| (15336) 1993 UC3       | 22 octobre 1993  |
| (15352) 1994 VB7       | 11 novembre 1994 |
| (15797) 1993 UD3       | 22 octobre 1993  |
| (15798) 1993 VZ4       | 14 novembre 1993 |
| (15833) 1995 CL1       | 3 février 1995   |
| (15919) 1997 UA22      | 25 octobre 1997  |
| (16704) 1995 ED8       | 7 mars 1995      |
| (18457) 1995 EX7       | 5 mars 1995      |
| (19246) 1994 EL7       | 14 mars 1994     |
| (19254) Shojitomoko    | 11 novembre 1994 |
| (20114) 1995 UQ44      | 26 octobre 1995  |
| (22385) Fujimoriboshi  | 14 mars 1994     |
| (23591) 1995 UP44      | 26 octobre 1995  |
| (26982) 1997 UY21      | 25 octobre 1997  |
| (27826) 1993 WQ        | 22 novembre 1993 |
| (27827) Ukai           | 9 décembre 1993  |
| (28223) 1998 YR27      | 27 décembre 1998 |
| (29342) 1995 CF1       | 3 février 1995   |
| (30962) 1994 VH7       | 11 novembre 1994 |
| (30968) 1995 AM1       | 6 janvier 1995   |
| (32914) 1995 AG1       | 6 janvier 1995   |
| (35371) Yokonozaki     | 25 octobre 1997  |
| (37675) 1995 AJ1       | 6 janvier 1995   |
| (39612) 1993 XE1       | 5 décembre 1993  |
| (39659) 1995 UO44      | 26 octobre 1995  |
| (42599) 1997 UT22      | 25 octobre 1997  |
| (58284) 1993 VW3       | 14 novembre 1993 |